# Salamanca (Nueva York)
Salamanca es una ciudad situada en el condado de Cattaraugus, en el estado de Nueva York (42°9′N 78°42′O / 42.150, -78.700). En 2000, la ciudad tenía una población total de 6097 habitantes. La ciudad de Salamanca —en inglés: City of Salamanca— fue incorporada en 1913 a la municipalidad de Salamanca —en inglés: Town of Salamanca—, que la rodea. Se encuentra situada en la reserva de la tribu Seneca a orillas del río Allegheny y es adyacente al Parque Estatal de Alleghany. Es la única ciudad de Estados Unidos que fue construida en terrenos arrendados a una reserva india. El arrendamiento de los senecas comenzó a mediado del siglo xix y es efectivo hasta 2030.

## Historia
Esta localidad fue llamada originalmente ciudad de Bucktooth, un nombre supuestamente derivado de sus antiguos habitantes. La ciudad creció alrededor del ensamble de cuatro ferrocarriles: Erie, Atlantic and Great Western, Buffalo, Rochester and Pittsburgh, y Pensilvania. El nombre actual procede del de un importante inversor en el Atlantic and Great Western Railroad, el español José de Salamanca y Mayol, marqués de Salamanca.

## Geografía
Salamanca se encuentra ubicada en las coordenadas 42°9′31″N 78°42′57″O / 42.15861, -78.71583. Según la Oficina del Censo, la ciudad tiene un área total de 16,1 km² (6,2 mi²), de la cual 15,5 km² (6 mi²) es tierra y 0,6 km² (0,2 mi²) (3.69 %) es agua.

## Demografía
Según la Oficina del Censo en 2000 los ingresos medios por hogar en la localidad eran de 24 579 dólares, y los ingresos medios por familia eran 30 996 dólares. Los hombres tenían unos ingresos medios de 25 549 dólares frente a los 19 180 dólares para las mujeres. La renta per cápita para la localidad era de 12 812 dólares. Alrededor del 22.2 % de la población estaban por debajo del umbral de pobreza.

## Personas destacadas
- Ray Evans, compositor de música.